# فاريين (أين)
فاريين (بالفرنسية: Fareins)‏ هي بلدية فرنسية تقع في إقليم الأين في فرنسا. رمز إنسي لها هو:1157. أما الرمز البريدي لها فهو: 1480.